# Apertifusus meyeri
Apertifusus meyeri is een slakkensoort uit de familie van de Fasciolariidae. De wetenschappelijke naam van de soort is voor het eerst geldig gepubliceerd in 1869 door Wilhelm Dunker.